# Alfonso Carpio
Alfonso Carpio Fernández "El Mijita hijo" es un cantaor flamenco nacido en Jerez de la Frontera en 1972.

## Biografía
Nació en el barrio de San Miguel en Jerez de la Frontera, en el seno de una familia de tradición flamenca].
Es hijo de El Mijita, sobrino de "El Garbanzo" y bisnieto de "El Chalao".

## Grabaciones
- En 1997 "Cantes de hoy y de siempre", con Moraíto y Antonio Jero a la guitarra flamenca.
- En 2015 graba un álbum con su familia[5]
- En 2018 prepara un nuevo álbum con Manuel Parrilla, Paco Cepero y José Gálvez.